# Love Lines
Love Lines ("linhas de amor") é o sétimo álbum de estúdio da cantora e compositora estadunidense LP, lançado em 29 de setembro de 2023 pela BMG.

## Contexto e lançamento
Após lançar Churches em 2021, LP retornou ao estúdio para criar novo material inspirado em relacionamentos pessoais e experiências emocionais. Foi seu primeiro álbum sem estar em um relacionamento sério cm alguém e marca um momento em que elas estavam saindo de uma relação enquanto se apaixonava por outra pessoa. "Chama-se Love Lines [porque] acho que sou capaz de ter várias histórias diferentes acontecendo ao mesmo tempo, se é que você me entende. Alguns chamam de poliamor, eu sei lá, p***a!"
Em entrevista ao Correio Braziliense, LP afirmou que o amor é o tema principal do álbum e que não se trata apenas do amor romântico, mas também de "amores mais íntimos que nós experimentamos daqueles que nos mostram o que há de mais profundo, mais escuro". Ela se inspirou em suas próprias experiências, bem como nas de outras pessoas, para criar as 12 músicas do álbum.
As canções foram criadas nas Ilhas Cayman e em Palm Springs com a ajuda de Ashton Irwin (5 Seconds of Summer), Andrew Berkeley Martin (Palaye Royale) e Matthew Pauling .
O álbum foi anunciado em 11 de maio de 2023, juntamente com o lançamento de seu primeiro single, "Golden", que recebeu um vídeo dirigido por Stephen Schofield . "Golden" foi seguido por "One Like You" em 21 de julho, e seu vídeo mostra LP fazendo uma tatuagem de verdade. A canção foi escrita na noite em que Ronnie Spector morreu e LP admitiu que a faixa fazia alusão ao trabalho de Ronnie no passado. O terceiro single, "Love Song", foi lançado em 25 de agosto, e o quarto e último, "Long Goodbye", foi lançado em 7 de setembro, com um vídeo filmado em uma tomada contínua na casa de LP.

## Recepção
| Críticas profissionais | Críticas profissionais |
| Avaliações da crítica  | Avaliações da crítica  |
| Fonte                  | Avaliação              |
| ---------------------- | ---------------------- |
| Hot Press              | 8/10                   |

O álbum recebeu análises positivas dos críticos. A revista Renowned for Sound elogiou sua construção coesa e o desempenho vocal de LP, chamando-o de um "álbum bem construído e bem executado" que "oferece uma boa coleção de canções que atenderão a todos os estados de espírito de fãs de LP e de pessoas novas para a música de LP".
Will Russell, do Hot Press, destacou a diversidade estilística e a ressonância emocional do álbum, elogiando canções individuais, incluindo "Long Goodbye", que ele comparou a Dusty Springfield da era Dusty in Memphis, entre outras lendas do soul da década de 1960.

## Lista de faixas
| Faixas de Love Lines |                                   |         |  |
| N.º                  | Título                            | Duração |  |
| 1.                   | "Golden" (Douradas)               | 3:27    |  |
| 2.                   | "Wild" (Selvagem)                 | 3:01    |  |
| 3.                   | "Dayglow" (Brilho Diurno)         | 3:31    |  |
| 4.                   | "Long Goodbye" (Longo Adeus)      | 4:23    |  |
| 5.                   | "Love Lines" (Linhas de Amor)     | 3:05    |  |
| 6.                   | "Hola" (Olá)                      | 2:36    |  |
| 7.                   | "One Like You" (Alguém Como Você) | 3:42    |  |
| 8.                   | "Love Song" (Canção de Amor)      | 2:40    |  |
| 9.                   | "Big Time" (Grande Momento)       | 3:31    |  |
| 10.                  | "Blow" (Soprarem)                 | 4:07    |  |
| 11.                  | "Burn It Down" (Queimar)          | 2:42    |  |
| 12.                  | "Hold The Light" (Segure a Luz)   | 4:32    |  |
| Duração total:       | Duração total:                    | 44:17   |  |

| N.º            | Título                                         | Duração |  |
| 13.            | "A Woman Is Sacred" (Uma Mulher É Sagrada)     | 4:14    |  |
| 14.            | "Mean Streak" (Tendência a Fazer Coisas Ruins) | 2:18    |  |
| 15.            | "Tears in Time" (Lágrimas no Tempo)            | 3:00    |  |
| Duração total: | Duração total:                                 | 53:49   |  |

## Paradas
| Parada (2023)                      | Maior colocação |
| ---------------------------------- | --------------- |
| Bélgica (Ultratop Valônia)         | 20              |
| França (SNEP)                      | 85              |
| Espanha (PROMUSICAE)               | 57              |
| Polónia (ZPAV)                     | 39              |
| Escócia (Official Scottish Albums) | 45              |
| Suíça (Schweizer Hitparade)        | 26              |
| Reino Unido (UK Digital Albums)    | 25              |